# St. Wolfgang (Ostroh)

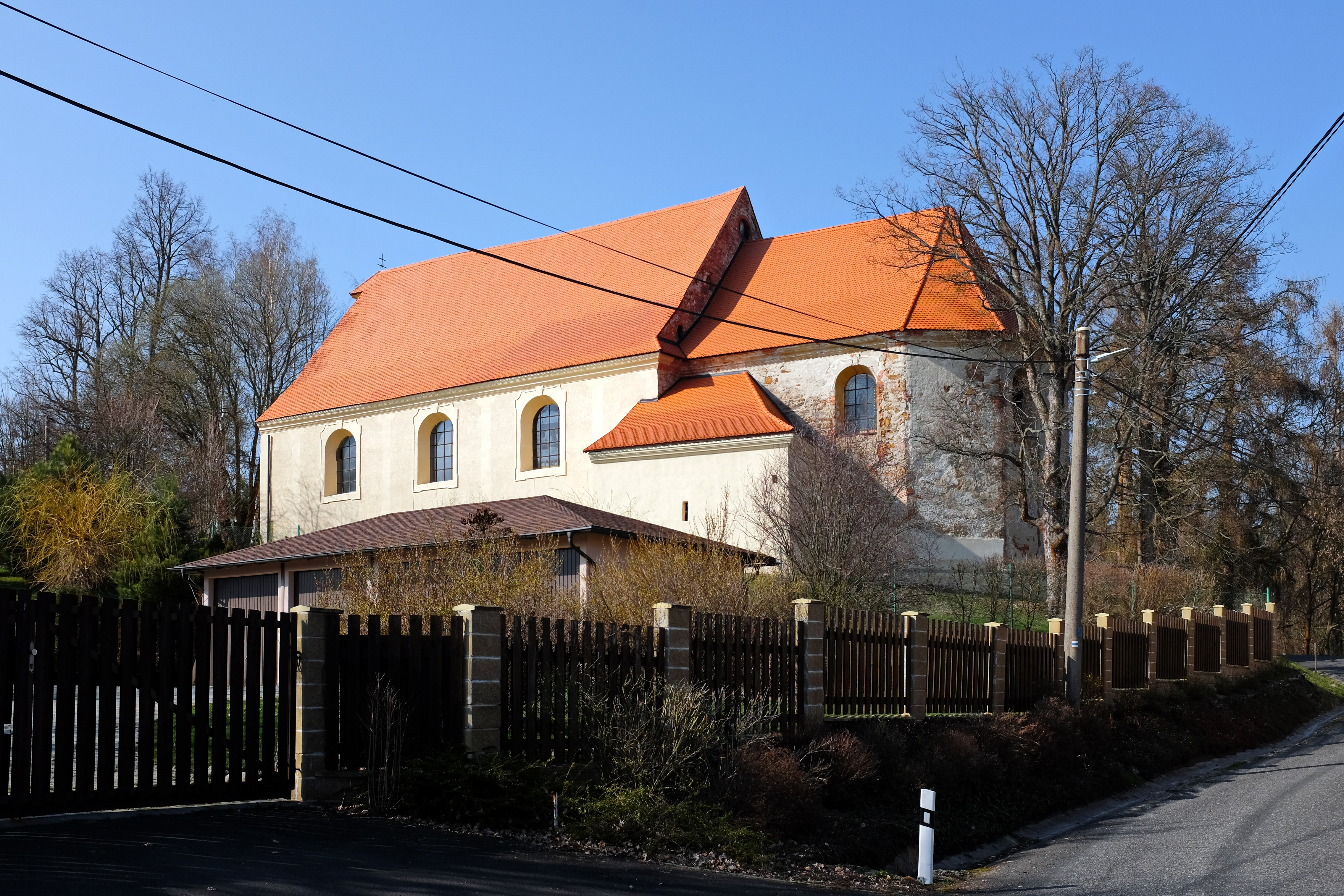
St. Wolfgang in Ostroh

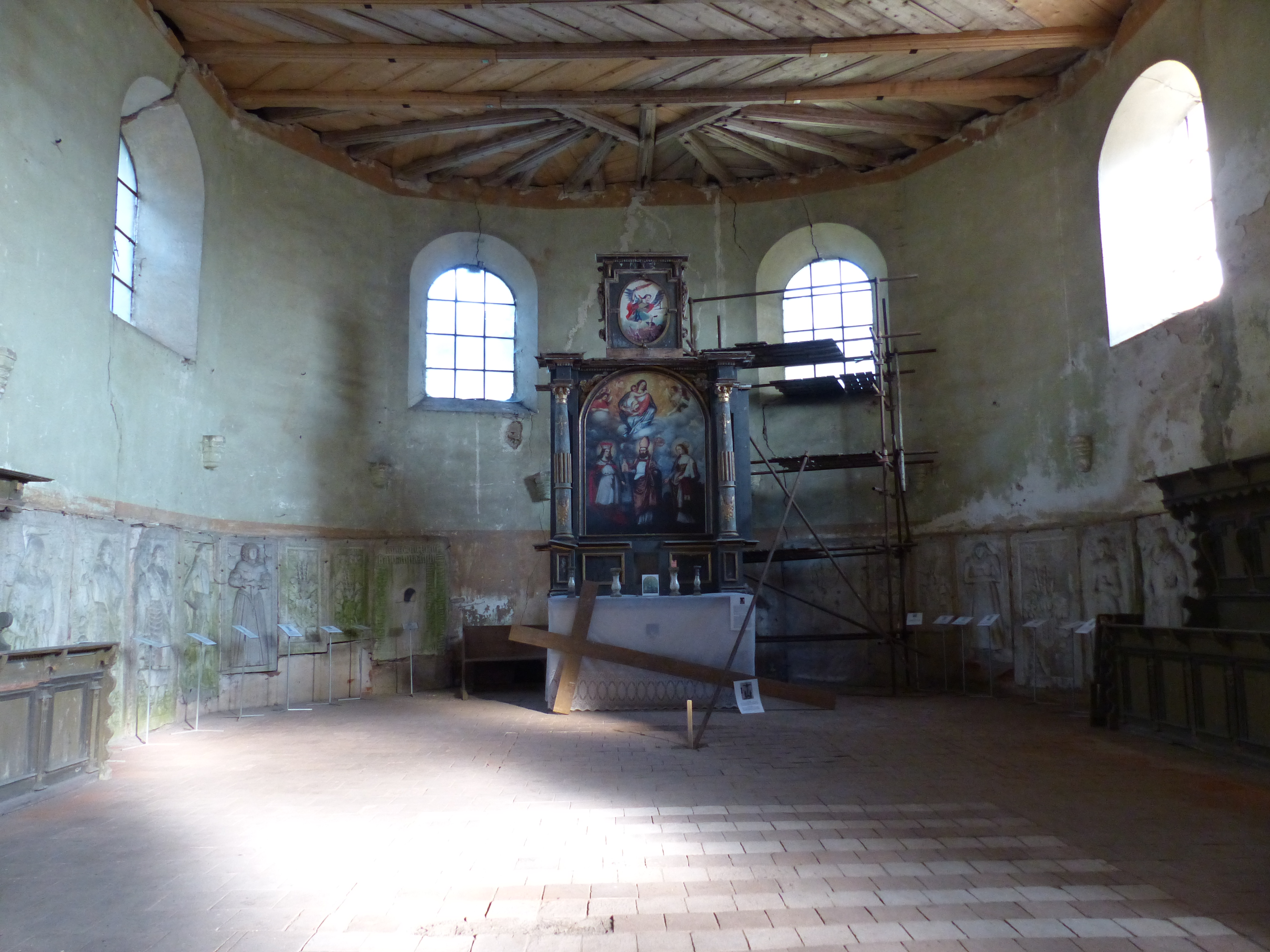
Chorraum, 2014

St. Wolfgang ist eine katholische Kirche im Ortsteil Ostroh (deutsch Seeberg) der tschechischen Gemeinde Poustka (Oed) im Okres Cheb.

## Geschichte
Die aus dem 15. Jahrhundert stammende gotische Kirche wurde im 18. Jahrhundert barock umgestaltet. Kirche und Dorf sind mit der Burg Seeberg verbunden. Die verschiedenen Besitzer der Burg nutzten die Kirche besonders im 16. und 17. Jahrhundert als Grablege.
In der Zeit des Kommunismus verfiel die Kirche; die Innenausstattung wurde geplündert oder verwüstet. Inzwischen wurde das Dach der Kirche erneuert und die Kirche für Besucher geöffnet. Schautafeln vergegenwärtigen die Geschichte der Kirche und des teils verlorengegangenen Inventars. Kanzel, Orgel und andere Ausstattungsgegenstände weisen erhebliche Beschädigungen auf.

## Ausstattung
Eine Reihe von Epitaphien mit Darstellungen der Verstorbenen und zahlreichen plastischen Wappenabbildungen sind im Chorraum erhalten geblieben. Von 1485 stammt das Grabmal der Anna Schlik. Epitaphien aus der zweiten Hälfte des 16. Jahrhunderts beziehen sich auf die Familie von Brandt, darunter auch aufwändig mit dem Familienwappen gestaltete Kindergrabsteine. Spätere Epitaphien aus der zweiten Hälfte des 17. Jahrhunderts stammen von der Familie von Steinheim mit Ahnenwappen u. a. der Trautenberg und Wirsberg. Sie waren neben der Burg Seeberg auch im Besitz von Haslau und Rimbach. Ein weiteres Epitaph bezieht sich auf die Familie Gerack bzw. Gerard.